# Nikolaus Griebel

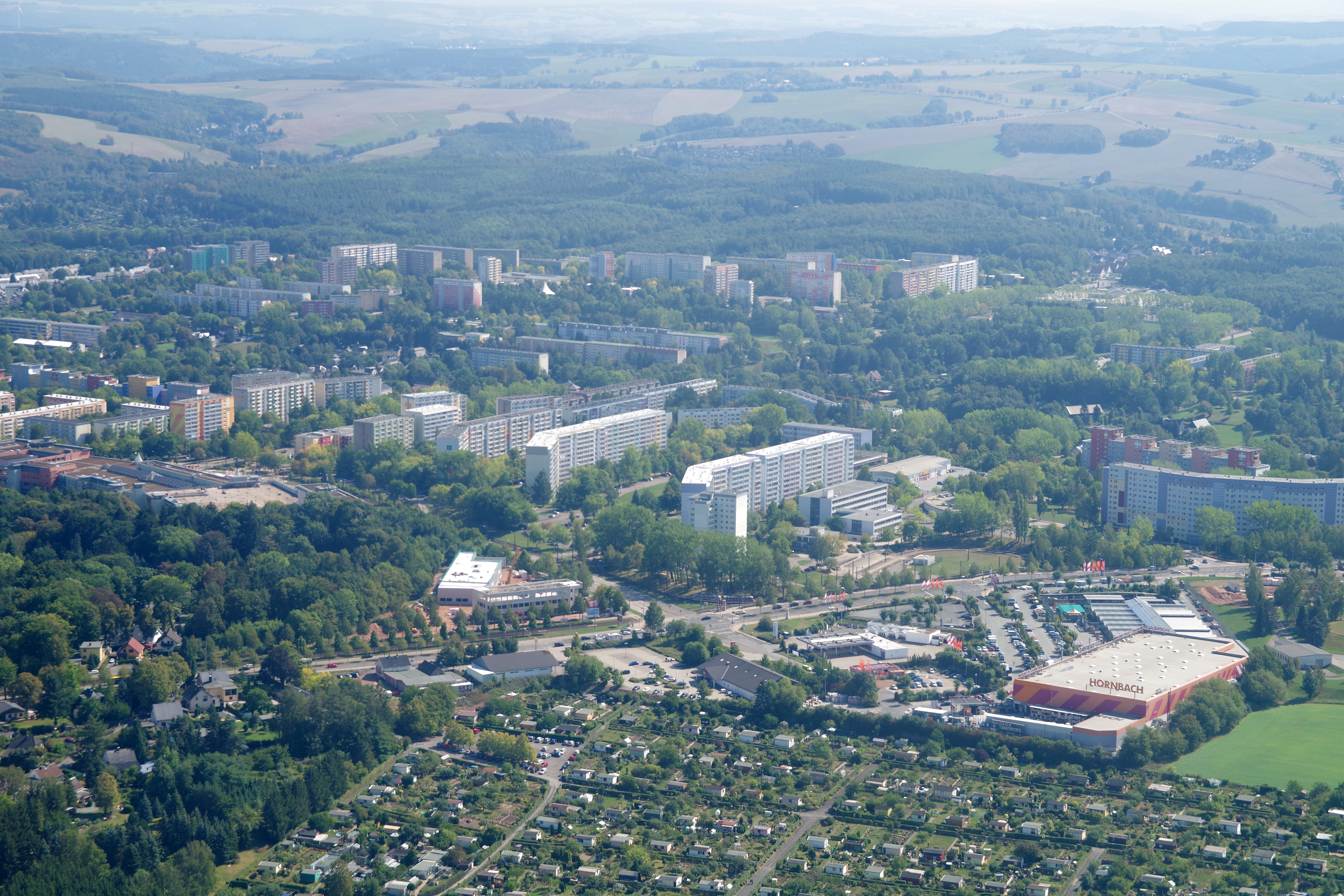
Wohngebiet Fritz Heckert in Chemnitz

Nikolaus Griebel (* 1934) ist ein deutscher Architekt und ehemaliger Hochschullehrer in Weimar.

## Werdegang
Griebel studierte Architektur in Weimar und war daran anschließend als Architekt und Stadtplaner tätig. Um 1973 arbeitete er als Stadtarchitekt in Karl-Marx-Stadt (heute: Chemnitz). Im Jahr 1975 promovierte Griebel an der Berliner Humboldt-Universität. Seine Dissertation beschäftigte sich mit städtebaulichen und architektonischen Kriterien für Gaststätten in Erholungsgebieten.
Von 1977 bis 1999 wirkte Griebel als Hochschullehrer für Architekturgeschichte und Städteplanung an der Bauhaus-Universität Weimar. Sowohl seine Publikationen als auch seine Entwürfe  weisen ihn als Städteplaner der DDR-Moderne aus. Von 1968 bis 1973 konzipierte er unter anderem die Neubau-Wohngebiete „Hans Beimler“ (mit Rudolf Weißer) und Yorckgebiet, wovon die Zeisigwaldstraße 2, benannt nach dem benachbarten Zeisigwald, von einem neuen Projektvorhaben betroffen ist. Ursprünglich waren hier 4682 Wohnungen vorgesehen. Heute leben mehr als doppelt so viele Menschen dort wie anfangs geplant. Als Architekt war Griebel auch in das bedeutendste DDR-Wohnbauprojekt, das Wohngebiet Fritz Heckert, eingebunden. Dieses war das drittgrößte Neubaugebiet der DDR, zeitweilig sogar das zweitgrößte. Die Grundsteinlegung erfolgte 1974.
Nikolaus Griebel fungiert(e) seit 1998 auch als lizenzierter Stadtführer in Weimar und ist Mitglied des Weimarer Fremdenverkehrsvereins. dessen langjähriger Vorsitzender er auch war.

## Publikationen Griebels (unvollständig)
- Wohngebiet „Hans Beimler“ in Karl-Marx-Stadt. In: Deutsche Architektur, 10/1972, S. 616–622

- Städtebauliche und architektonische Kriterien für Gaststätten in Erholungsgebieten dargestellt an Beispielen des Bezirkes Karl-Marx-Stadt, Diss. A. Humboldt-Universität Berlin 1975.
- Wissenschaftliches Kolloquium vom 27. bis 30. Juni 1989 in Weimar an der Hochschule für Architektur und Bauwesen zum Thema: ‚Produktivkraftentwicklung und Umweltgestaltung. Sozialer und wissenschaftlich-technischer Fortschritt in ihren  Auswirkungen auf Architektur und industrielle Formgestaltung in unserer Zeit. Zum 100. Geburtstag von Hannes Meyer, hrsg. von Nikolaus Griebel, Bauhaus-Universität Weimar 1990.
- Die Gruppierungen des Wohnens in Neubaugebieten der DDR – Leitvorstellungen zur sozial-räumlichen und kulturellen Aufwertung. In: Wissenschaftliche Zeitschrift (Hrsg. Hochschule für Architektur und Bauwesen Weimar). HAB Kiepert: Weimar. Nr. 56/1990. S. 1–5 (Online).
- Ein Tag in Weimar: Wanderungen zu Weimarer Stadtarchitekturen, 3. verb. Aufl., Weimar 2008.
- Vergleichende Zeittafeln der Geschichte der Stadt Weimar, 2009.